# Falklandská libra
Falklandská libra je zákonným platidlem britského zámořského teritoria Falklandy. Tento status znamená, že Falklandy nejsou součástí Spojeného království, ale patří pod jeho suverenitu.
ISO 4217 kód falklandské libry je FKP. Falklandská libra je pevně navázána na měnu svého nadřazeného politického celku - libru šterlinků. Kurs je stanoven na 1:1. Na Falklandách se dá platit jak britskou, tak i falklandskou librou. Naopak toto ovšem neplatí - ve Spojeném království falklandskou libru použít nelze.
Falklandy tisknou vlastní bankovky už od roku 1921, mince razí od roku 1974. 